# Сьвйонтково (Куявсько-Поморське воєводство)
Сьвйонтково (пол. Świątkowo, нім. Goßlerhof) — село в Польщі, у гміні Яновець-Велькопольський Жнінського повіту Куявсько-Поморського воєводства.
Населення — 562 особи (2011).
У 1975-1998 роках село належало до Бидгощського воєводства.

## Демографія
Демографічна структура станом на 31 березня 2011 року:
|          | Загалом | Допрацездатний вік | Працездатний вік | Постпрацездатний вік |
| -------- | ------- | ------------------ | ---------------- | -------------------- |
| Чоловіки | 270     | 63                 | 183              | 24                   |
| Жінки    | 292     | 69                 | 163              | 60                   |
| Разом    | 562     | 132                | 346              | 84                   |